# Llerena (Badajoz)
Llerena este un oraș din Spania, situat în provincia Badajoz din comunitatea autonomă Extremadura. Are o populație de 5.836 de locuitori.